# Brjánslækur
Brjánslækur, autrefois appelé Brjámslækur, est une agglomération desservie par un ferry sur la côte sud des Vestfirðir dans la municipalité de Vesturbyggð, à l'embouchure du Vatnsfjörður.

## Accès
Un ferry, le Baldur, fait la navette avec Stykkishólmur deux fois par jour de mai à septembre en passant par l'île de Flatey. Brjánslækur est situé sur la route 62 qui rejoint la route 60 à Flókalundur en amont du fjord et un bus va jusqu'à Ísafjörður.

## Toponymie
Le nom du lieu vient de celui d'une famille appelée Briem, dont le patriarche fut Guðbrandur Sigurðsson (1735-1779).

## Urbanisme
Brjánslækur est essentiellement constitué de quelques fermes, d'un ancien manoir et d'une église ayant servi de presbytère.

## Histoire
Un peu en retrait de la côte, on trouve des ruines appelées Flókatóftir. La tradition veut en effet que Hrafna-Flóki Vilgerðarson, le premier colon islandais volontaire, y ait vécu au IXe siècle. Cela en ferait le plus ancien vestige de bâtiment en Islande. 